# Bursa (pokrajina)
Pokrajina Bursa (tur. Bursa ili) je jedna od 81 turske pokrajine. Smještena je na jugozapadu Turske. 
Pokrajina ima površinu od 11.043 km². Godine 2018., imala je 2.994.521 stanovika i gustoću od 270 st./km². Upravno središte pokrajine istoimeni je grad Bursa.

## Okruzi (ilçeler)
- Büyükorhan
- Gemlik
- Gürsu
- Harmancık
- İnegöl
- İznik
- Karacabey
- Keles
- Kestel
- Mudanya
- Mustafakemalpaşa
- Nilüfer
- Orhaneli
- Orhangazi
- Osmangazi
- Yenişehir
- Yıldırım